# Von Otter
von Otter är en svensk adelsätt. Ätten härstammar från Bremen och inkom till Sverige med Casten Otter (1589–1657), som anlade det första faktoriet i riket. Hans son Salomon adlades 1691 under namnet von Otter och erhöll 1719 friherrlig värdighet.

## Bemärkta familjemedlemmar
- Anne Sofie von Otter (född 1955) operasångerska
- Axel von Otter (1882–1956), lantmätare
- Augusta von Otter (1869-1946) tonsättare
- Birgitta von Otter (född 1939) journalist och författare
- Carl von Otter (1766–1813) militär överstelöjtnant
- Carl von Otter (1819–1883) militär och politiker
- Carl von Otter (1881–1963), militär och företagsledare
- Carl Arvid von Otter (1783–1870), jurist, lagman
- Carl Gustaf von Otter (1827–1900) militär och sjöförsvarsminister
- Casten von Otter (född 1941) sociolog
- Casten von Otter (ämbetsman) (1866–1953), ämbetsman
- Casten von Otter (död 1818) (1745-1818), hovrättsråd, lagman
- Fanny von Otter (1847–1928), föreståndare för Röda korsets sjuksköterskehem
- Erik Otto von Otter (1857–1931), jurist
- Fredrik von Otter (1833-1910) militär och statsminister
- Gustaf von Otter (1775-1820) militär, generalmajor
- Göran von Otter (1907-1988) diplomat
- Kitty von Otter (1910–1991) formgivare
- Oscar von Otter (1835–1905) godsägare och politiker
- Salomon von Otter (1647–1732) ämbetsman
- Salomon von Otter (1693–1745) ämbetsman och politiker
- Salomon von Otter (1733–1781) jurist och landshövding
- Salomon von Otter (militär) (1876–1938), militär
- Sebastian von Otter (1737–1805) militär och konspiratör

## Stamtavla (urval)
- Salomon von Otter (1647–1732), ämbetsman
  - Salomon von Otter (1693–1745), ämbetsman och politiker
    - Salomon von Otter (1733–1781), jurist och landshövding

  - Carl von Otter (1696–1763), generalmajor
    - Sebastian von Otter (1737–1805), militär och konspiratör
      - Carl von Otter (1766–1813), militär överstelöjtnant
      - Gustaf von Otter (1775–1820), militär, generalmajor

    - Casten von Otter (1745–1818), lagman
      - Carl Arvid von Otter (1783–1870), lagman
        - Carl von Otter (1819–1883), militär och politiker
          - Axel von Otter (1851–1934), löjtnant och godsägare
            - Carl von Otter (1881–1963), militär och företagsledare
            - Axel von Otter (1882–1956), lantmätare

          - Erik Otto von Otter (1857–1931), hovrättsråd, en tid gift med Augusta von Otter (1869-1946), tonsättare
            - Rolf Gyllensvaan (1891–1967), fideikommissarie, krögare
              - Rolf von Otter (1930–2022), friherre, krögare, estradör

      - Casten Fredrik von Otter (1785–1861), överstelöjtnant
        - Carl Gustaf von Otter (1827–1900) militär och sjöförsvarsminister
          - Carl von Otter (1873–1931), major
            - Kitty von Otter (1910–1991), formgivare

        - Salomon von Otter (1832–1910), major
          - Salomon von Otter (1876–1938), överstelöjtnant

        - Fredrik von Otter (1833–1910), amiral och statsminister
          - Casten von Otter (1866–1953), kammarråd
            - Stina von Otter (1909–1999), gift med Ingvar Strömdahl, brandingenjör
              - Erik Strömdahl (född 1945), sambo 1) med Eva Eriksson, illustratör, och 2) med Eva Ljungdahl, konstnär

          - Fredrik von Otter (1876–1950), överstelöjtnant
            - Göran von Otter (1907-1988), diplomat
              - Birgitta von Otter (född 1939), journalist och författare, gift med Kjell-Olof Feldt, S-politiker
                - Erik Hörstadius (född 1964), journalist, författare och debattör

              - Casten von Otter (född 1941), sociolog
              - Anne Sofie von Otter (född 1955), operasångerska, gift med Benny Fredriksson, teaterchef

        - Oscar von Otter (1835–1905), godsägare och politiker